# Coppa Libertadores 2006
La Copa Toyota Libertadores 2006, 47ª edizione della Coppa Libertadores organizzata annualmente dalla CONMEBOL, vide la partecipazione di 38 squadre provenienti da 10 federazioni calcistiche sudamericane oltre al Messico. Il primo turno di qualificazione iniziò il 24 gennaio 2006. Il trofeo fu vinto dall'Internacional di Porto Alegre il 16 agosto 2006.

## Primo turno
12 squadre provenienti da 11 associazioni nazionali si contendono 6 posti nella "Prima fase".
Partite disputate tra il 24 gennaio ed il 2 febbraio 2006.
| Squadra #1               | Tot.  | Squadra #2                    | Andata | Ritorno |
| ------------------------ | ----- | ----------------------------- | ------ | ------- |
| Club Nacional (Paraguay) | 2 - 2 | Universitario                 | 2 - 2  | 0 - 0   |
| Defensor Sporting        | 2 - 2 | Independiente Santa Fe        | 2 - 2  | 0 - 0   |
| River Plate              | 8 - 0 | Oriente Petrolero             | 6 - 0  | 2 - 0   |
| Colo Colo                | 4 - 8 | Chivas de Guadalajara         | 1 - 3  | 3 - 5   |
| Palmeiras                | 6 - 2 | Deportivo Táchira Fútbol Club | 2 - 0  | 4 - 2   |
| Deportivo Cuenca         | 1 - 4 | Goiás                         | 1 - 1  | 0 - 3   |

La squadra #1 ha giocato in casa la prima partita.

## Fase eliminatoria
Le sei squadre vincenti del primo turno e le ventisei squadre pre-qualificate sono state divise in otto gruppi eliminatori di quattro squadre ciascuno. In ogni girone vengono disputate partite di andata e ritorno fra le quattro squadre, al termine viene stilata una classifica. Le prime due classificate di ogni girone si qualificano alla successiva fase ad eliminazione diretta.
Criteri di qualificazione, in caso di squadre che terminano la fase a gironi a pari punti, sono i seguenti (da applicare nell'ordine):
1. differenza gol complessiva
2. numero totale dei gol segnati
3. numero dei gol segnati fuori casa
4. sorteggio

Legenda
P = punti, G = partite disputate, V = partite vinte, N = partite pareggiate, P = partite perse, GF = gol fatti, GS = gol subiti, Dif. = differenza reti

### Girone 1
| Squadre                  | Punti | G | V | N | P | GF | GS | GD |
| ------------------------ | ----- | - | - | - | - | -- | -- | -- |
| 1. San Paolo             | 12    | 6 | 4 | 0 | 2 | 12 | 6  | +6 |
| 2. Chivas de Guadalajara | 12    | 6 | 3 | 3 | 0 | 6  | 3  | +3 |
| 3. Caracas               | 5     | 6 | 1 | 2 | 3 | 7  | 7  | 0  |
| 4. Cienciano             | 4     | 6 | 1 | 1 | 4 | 3  | 12 | -9 |

| 9 febbraio 2006 | Cienciano | 0-1 | Chivas    | Cusco       |
| 1º marzo 2006   | Caracas   | 1-2 | San Paolo | Caracas     |
| 7 marzo 2006    | Chivas    | 1-1 | Caracas   | Guadalajara |
| 8 marzo 2006    | San Paolo | 4-1 | Cienciano | San Paolo   |
| 14 marzo 2006   | Cienciano | 2-1 | Caracas   | Cusco       |
| 21 marzo 2006   | Chivas    | 2-1 | San Paolo | Guadalajara |
| 28 marzo 2006   | Caracas   | 4-0 | Cienciano | Caracas     |
| 5 aprile 2006   | San Paolo | 1-2 | Chivas    | San Paolo   |
| 12 aprile 2006  | Caracas   | 0-0 | Chivas    | Caracas     |
| 12 aprile 2006  | Cienciano | 0-2 | San Paolo | Cusco       |
| 20 aprile 2006  | Chivas    | 0-0 | Cienciano | Guadalajara |
| 20 aprile 2006  | San Paolo | 2-0 | Caracas   | San Paolo   |

### Girone 2
| Squadre                   | Punti | G | V | N | P | GF | GS | GD |
| ------------------------- | ----- | - | - | - | - | -- | -- | -- |
| 1. Independiente Santa Fe | 10    | 6 | 3 | 1 | 2 | 9  | 7  | +2 |
| 2. Estudiantes            | 10    | 6 | 3 | 1 | 2 | 10 | 10 | 0  |
| 3. Sporting Cristal       | 7     | 6 | 2 | 1 | 3 | 11 | 12 | -1 |
| 4. Bolívar                | 7     | 6 | 2 | 1 | 3 | 7  | 8  | -1 |

| 7 febbraio 2006  | Bolívar            | 1-0 | Estudiantes        | La Paz   |
| 10 febbraio 2006 | Sporting Cristal   | 1-2 | Independiente S.F. | Lima     |
| 16 febbraio 2006 | Independiente S.F. | 2-2 | Bolívar            | Bogotà   |
| 21 febbraio 2006 | Estudiantes        | 4-3 | Sporting Cristal   | La Plata |
| 8 marzo 2006     | Sporting Cristal   | 2-1 | Bolívar            | Lima     |
| 9 marzo 2006     | Independiente S.F. | 3-1 | Estudiantes        | Bogotà   |
| 15 marzo 2006    | Bolívar            | 1-2 | Sporting Cristal   | La Paz   |
| 21 marzo 2006    | Estudiantes        | 2-1 | Independiente S.F. | Quilmes  |
| 28 marzo 2006    | Bolívar            | 1-0 | Independiente S.F. | Cali     |
| 4 aprile 2006    | Sporting Cristal   | 2-2 | Estudiantes        | Lima     |
| 13 aprile 2006   | Estudiantes        | 2-1 | Bolívar            | La Plata |
| 13 aprile 2006   | Independiente S.F. | 2-1 | Sporting Cristal   | Bogotà   |

### Girone 3
| Squadre              | Punti | G | V | N | P | GF | GS | GD |
| -------------------- | ----- | - | - | - | - | -- | -- | -- |
| 1. Goiás             | 11    | 6 | 3 | 2 | 1 | 7  | 1  | 6  |
| 2. Newell's Old Boys | 8     | 6 | 2 | 2 | 2 | 7  | 7  | 0  |
| 3. Unión Española    | 8     | 6 | 2 | 2 | 2 | 3  | 5  | -2 |
| 4. The Strongest     | 6     | 6 | 2 | 0 | 4 | 4  | 8  | -4 |

| 9 febbraio 2006  | The Strongest  | 3-2 | Newell's       | La Paz            |
| 14 febbraio 2006 | Unión Española | 0-2 | Goiás          | Santiago del Cile |
| 21 febbraio 2006 | Newell's       | 2-0 | Unión Española | Rosario           |
| 22 febbraio 2006 | Goiás          | 2-0 | The Strongest  | Goiânia           |
| 28 febbraio 2006 | Unión Española | 1-0 | The Strongest  | Santiago del Cile |
| 15 marzo 2006    | Goiás          | 3-0 | Newell's       | Goiânia           |
| 22 marzo 2006    | Newell's       | 0-0 | Goiás          | Rosario           |
| 29 marzo 2006    | The Strongest  | 0-1 | Unión Española | Bogotà            |
| 5 aprile 2006    | The Strongest  | 1-0 | Goiás          | Bogotà            |
| 11 aprile 2006   | Unión Española | 1-1 | Newell's       | Santiago del Cile |
| 19 aprile 2006   | Newell's       | 2-0 | The Strongest  | Rosario           |
| 19 aprile 2006   | Goiás          | 0-0 | Unión Española | Goiânia           |

### Girone 4
| Squadre                 | Punti | G | V | N | P | GF | GS | GD |
| ----------------------- | ----- | - | - | - | - | -- | -- | -- |
| 1. Corinthians          | 13    | 6 | 4 | 1 | 1 | 10 | 6  | +4 |
| 2. Tigres UANL          | 10    | 6 | 3 | 1 | 2 | 12 | 10 | +2 |
| 3. Universidad Catolica | 10    | 6 | 3 | 1 | 2 | 12 | 11 | +1 |
| 4. Deportivo Cali       | 1     | 6 | 0 | 1 | 5 | 9  | 16 | -7 |

| 8 febbraio 2006  | Un. Católica   | 3-2 | Tigres         | Santiago del Cile |
| 15 febbraio 2006 | Deportivo Cali | 0-1 | Corinthians    | Cali              |
| 21 febbraio 2006 | Tigres         | 5-4 | Deportivo Cali | Monterrey         |
| 22 febbraio 2006 | Corinthians    | 2-2 | Un. Católica   | San Paolo         |
| 9 marzo 2006     | Tigres         | 2-0 | Corinthians    | Monterrey         |
| 21 marzo 2006    | Un. Católica   | 3-0 | Deportivo Cali | Santiago del Cile |
| 22 marzo 2006    | Corinthians    | 1-0 | Tigres         | San Paolo         |
| 30 marzo 2006    | Deportivo Cali | 3-2 | Un. Católica   | Cali              |
| 6 aprile 2006    | Un. Católica   | 2-3 | Corinthians    | Santiago del Cile |
| 11 aprile 2006   | Deportivo Cali | 2-2 | Tigres         | Cali              |
| 19 aprile 2006   | Corinthians    | 3-0 | Deportivo Cali | San Paolo         |
| 19 aprile 2006   | Tigres         | 1-0 | Un. Católica   | Monterrey         |

### Girone 5
| Squadre            | Punti | G | V | N | P | GF | GS | GD  |
| ------------------ | ----- | - | - | - | - | -- | -- | --- |
| 1. Vélez Sársfield | 16    | 6 | 5 | 1 | 0 | 18 | 6  | +12 |
| 2. LDU Quito       | 10    | 6 | 3 | 1 | 2 | 16 | 9  | +7  |
| 3. Rocha FC        | 5     | 6 | 1 | 2 | 3 | 4  | 16 | -12 |
| 4. Universitario   | 2     | 6 | 0 | 2 | 4 | 5  | 12 | -7  |

| 7 febbraio 2006  | Rocha         | 0-0 | Universitario | Rocha        |
| 7 febbraio 2006  | LDU           | 1-3 | Vélez         | Quito        |
| 14 febbraio 2006 | Vélez         | 3-0 | Rocha         | Buenos Aires |
| 17 febbraio 2006 | Universitario | 1-2 | LDU           | Lima         |
| 7 marzo 2006     | Rocha         | 3-2 | LDU           | Rocha        |
| 7 marzo 2006     | Universitario | 0-1 | Vélez         | Lima         |
| 14 marzo 2006    | Vélez         | 4-3 | Universitario | Buenos Aires |
| 16 marzo 2006    | LDU           | 5-0 | Rocha         | Quito        |
| 6 aprile 2006    | LDU           | 4-0 | Universitario | Quito        |
| 11 aprile 2006   | Rocha         | 0-5 | Vélez         | Rocha        |
| 18 aprile 2006   | Vélez         | 2-2 | LDU           | Buenos Aires |
| 18 aprile 2006   | Universitario | 1-1 | Rocha         | Lima         |

### Girone 6
| Squadre                | Punti | G | V | N | P | GF | GS | GD |
| ---------------------- | ----- | - | - | - | - | -- | -- | -- |
| 1. Internacional       | 14    | 6 | 4 | 2 | 0 | 13 | 4  | +9 |
| 2. Nacional Montevideo | 9     | 6 | 2 | 3 | 1 | 6  | 6  | 0  |
| 3. UA Maracaibo        | 8     | 6 | 2 | 2 | 2 | 7  | 8  | -1 |
| 4. Pumas UNAM          | 1     | 6 | 0 | 1 | 5 | 4  | 12 | -8 |

| 8 febbraio 2006  | Nacional      | 2-0 | Pumas         | Montevideo        |
| 16 febbraio 2006 | Maracaibo     | 1-1 | Internacional | Maracaibo         |
| 22 febbraio 2006 | Pumas         | 0-1 | Maracaibo     | Città del Messico |
| 23 febbraio 2006 | Internacional | 2-0 | Nacional      | Porto Alegre      |
| 8 marzo 2006     | Pumas         | 1-2 | Internacional | Città del Messico |
| 9 marzo 2006     | Nacional      | 0-0 | Maracaibo     | Montevideo        |
| 16 marzo 2006    | Maracaibo     | 2-3 | Nacional      | Maracaibo         |
| 22 marzo 2006    | Internacional | 3-2 | Pumas         | Porto Alegre      |
| 30 marzo 2006    | Maracaibo     | 3-0 | Pumas         | Maracaibo         |
| 4 aprile 2006    | Nacional      | 0-0 | Internacional | Montevideo        |
| 18 aprile 2006   | Pumas         | 1-1 | Nacional      | Buenos Aires      |
| 18 aprile 2006   | Internacional | 4-0 | Maracaibo     | Porto Alegre      |

### Girone 7
| Squadre              | Punti | G | V | N | P | GF | GS | GD |
| -------------------- | ----- | - | - | - | - | -- | -- | -- |
| 1. Atlético Nacional | 10    | 6 | 3 | 1 | 2 | 13 | 9  | +4 |
| 2. Palmeiras         | 9     | 6 | 2 | 3 | 1 | 9  | 8  | +1 |
| 3. Cerro Porteño     | 8     | 6 | 2 | 2 | 2 | 9  | 12 | -3 |
| 4. Rosario Central   | 6     | 6 | 1 | 2 | 3 | 6  | 8  | -2 |

| 9 febbraio 2006  | Atlético Nacional | 1-0 | Rosario Central   | Medellín  |
| 15 febbraio 2006 | Cerro Porteño     | 0-0 | Palmeiras         | Asunción  |
| 23 febbraio 2006 | Rosario Central   | 0-2 | Cerro Porteño     | Rosario   |
| 2 marzo 2006     | Palmeiras         | 3-2 | Atlético Nacional | San Paolo |
| 14 marzo 2006    | Cerro Porteño     | 1-5 | Atlético Nacional | Asunción  |
| 15 marzo 2006    | Palmeiras         | 0-0 | Rosario Central   | San Paolo |
| 23 marzo 2006    | Rosario Central   | 2-2 | Palmeiras         | Rosario   |
| 23 marzo 2006    | Atlético Nacional | 2-2 | Cerro Porteño     | Medellín  |
| 4 aprile 2006    | Atlético Nacional | 1-2 | Palmeiras         | Medellín  |
| 6 aprile 2006    | Cerro Porteño     | 1-3 | Rosario Central   | Asunción  |
| 18 aprile 2006   | Rosario Central   | 1-1 | Atlético Nacional | Rosario   |
| 18 aprile 2006   | Palmeiras         | 2-3 | Cerro Porteño     | San Paolo |

### Girone 8
| Squadre        | Punti | G | V | N | P | GF | GS | GD |
| -------------- | ----- | - | - | - | - | -- | -- | -- |
| 1. Libertad    | 11    | 6 | 3 | 2 | 1 | 8  | 3  | +5 |
| 2. River Plate | 9     | 6 | 3 | 0 | 3 | 10 | 10 | 0  |
| 3. El Nacional | 6     | 6 | 1 | 3 | 2 | 8  | 10 | -2 |
| 4. Paulista    | 6     | 6 | 1 | 3 | 2 | 4  | 7  | -3 |

| 15 febbraio 2006 | El Nacional | 1-1 | Paulista    | Quito        |
| 16 febbraio 2006 | Libertad    | 2-0 | River Plate | Asunción     |
| 2 marzo 2006     | Paulista    | 0-0 | Libertad    | Jundiaí      |
| 8 marzo 2006     | River Plate | 4-3 | El Nacional | Buenos Aires |
| 16 marzo 2006    | River Plate | 4-1 | Paulista    | Buenos Aires |
| 23 marzo 2006    | Libertad    | 4-1 | El Nacional | Asunción     |
| 30 marzo 2006    | El Nacional | 1-1 | Libertad    | Quito        |
| 5 aprile 2006    | Paulista    | 2-1 | River Plate | Jundiaí      |
| 12 aprile 2006   | El Nacional | 2-0 | River Plate | Quito        |
| 12 aprile 2006   | Libertad    | 1-0 | Paulista    | Asunción     |
| 20 aprile 2006   | River Plate | 1-0 | Libertad    | Buenos Aires |
| 20 aprile 2006   | Paulista    | 0-0 | El Nacional | Jundiaí      |

## Ottavi di finale
Partite disputate il 25 ed il 26 aprile (andata) ed il 3 e 4 maggio 2006 (ritorno).
| Squadra #1            | Tot.          | Squadra #2         | Andata | Ritorno |
| --------------------- | ------------- | ------------------ | ------ | ------- |
| Newell's Old Boys     | 4 - 6         | Vélez Sarsfield    | 2 - 4  | 2 - 2   |
| Nacional Montevideo   | 1 - 2         | Internacional      | 1 - 2  | 0 - 0   |
| River Plate           | 6 - 3         | Corinthians        | 3 - 2  | 3 - 1   |
| Palmeiras             | 2 - 3         | San Paolo          | 1 - 1  | 1 - 2   |
| Estudiantes           | 3 - 3         | Goiás              | 2 - 0  | 1 - 3   |
| Tigres UANL           | 0 - 0 3-5 dcr | Libertad           | 0 - 0  | 0 - 0   |
| LDU Quito             | 5 - 0         | Atlético Nacional  | 4 - 0  | 1 - 0   |
| Chivas de Guadalajara | 4 - 3         | Independiente S.F. | 3 - 0  | 1 - 3   |

## Quarti di finale
Partite disputate tra il 9 e l'11 maggio (andata) ed il 18 e il 20 luglio 2006 (ritorno).
| Squadra #1            | Tot.          | Squadra #2      | Andata | Ritorno |
| --------------------- | ------------- | --------------- | ------ | ------- |
| Chivas de Guadalajara | 2 - 1         | Vélez Sarsfield | 0 - 0  | 2 - 1   |
| LDU Quito             | 2 - 3         | Internacional   | 2 - 1  | 0 - 2   |
| River Plate           | 3 - 5         | Libertad        | 2 - 2  | 1 - 3   |
| Estudiantes           | 1 - 1 3-4 dcr | San Paolo       | 1 - 0  | 0 - 1   |

## Semifinali
| Squadra #1            | Tot.  | Squadra #2    | Andata | Ritorno |
| --------------------- | ----- | ------------- | ------ | ------- |
| Chivas de Guadalajara | 0 - 4 | San Paolo     | 0 - 1  | 0 - 3   |
| Libertad              | 0 - 2 | Internacional | 0 - 0  | 0 - 2   |

## Finale
| Squadra #1 | Tot.  | Squadra #2    | Andata | Ritorno |
| ---------- | ----- | ------------- | ------ | ------- |
| San Paolo  | 3 - 4 | Internacional | 1 - 2  | 2 - 2   |

## Classifica marcatori
| Giocatore          | Squadra         | Reti |
| ------------------ | --------------- | ---- |
| Aloísio            | São Paulo       | 5    |
| Félix Borja        | El Nacional     | 5    |
| José Luis Calderón | Estudiantes     | 5    |
| Agustín Delgado    | LDU Quito       | 5    |
| Sebastián Ereros   | Vélez Sársfield | 5    |
| Ernesto Farías     | River Plate     | 5    |
| Fernandão          | Internacional   | 5    |
| Marcinho           | Palmeiras       | 5    |
| Daniel Montenegro  | River Plate     | 5    |
| Nilmar             | Corinthians     | 5    |
| Mariano Pavone     | Estudiantes     | 5    |
| Jorge Quinteros    | U. Católica     | 5    |
| Patricio Urrutia   | LDU Quito       | 5    |
| Washington         | Palmeiras       | 5    |